# Anneli Wahlgren
Anneli Wahlgren (* 15. Januar 1971) ist eine ehemalige schwedische Fußballspielerin. Die Stürmerin nahm mit der schwedischen Nationalmannschaft an den Olympischen Spielen 1996 und der Europameisterschaft 1997 teil.

## Werdegang
Wahlgren spielte für Bälinge IF. Mit dem Klub stieg sie am Ende der Spielzeit 1994 in die Damallsvenskan auf. Dort etablierte sie sich auf Anhieb als torgefährliche Spielerin – alleine im Duell mit Tyresö FF gelangen ihr fünf Tore – und erzielte insgesamt 27 Saisontore. Damit krönte sie sich zur Torschützenkönigin und führte den Aufsteiger auf den fünften Tabellenplatz. Nachdem sie im folgenden Jahr von Lena Videkull als Torschützenkönigin beerbt worden war, teilten sich die beiden in der Spielzeit 1997 mit jeweils 22 Saisontoren den Titel.
Parallel spielte Wahlgren sich in die schwedische Nationalmannschaft. Als Ergänzungsspielerin gehörte sie bei den Olympischen Spielen 1996 und der Europameisterschaft 1997 dem Kader der Auswahlmannschaft an.